# Song Loan
Song Loan (双滦区) là một quận thuộc địa cấp thị Thừa Đức, tỉnh Hà Bắc, Cộng hòa Nhân dân Trung Hoa. Quận Song Loan có diện tích 250 ki-lô-mét vuông, dân số 100.000 người. Mã số bưu chính của quận Song Loan là 067000. Chính quyền quận đóng tại trấn Song Tháp Sơn. Về mặt hành chính, quận được chia thành 4 trấn: Đại Điện, Song Tháp Sơn, Loan Hà, Thiên Kiều Tử.